# أراليا جرداء
أراليا جرداء (الاسم العلمي:Aralia glabra) هي نوع من النباتات تتبع جنس الأراليا من الفصيلة الأرالية.